# Элеманские языки
Элеманские языки (англ. Eleman languages) — семья из семи близкородственных папуасских языков, относящаяся к трансновогвинейской семье (филе), на которых говорит группа береговых народов под общим названием элема, живущие на побережье залива Папуа на юге острова Новая Гвинея и примыкающих к нему районах, на юго-востоке провинции Галф в Папуа — Новая Гвинея, между мысом Поссешн и границей Центральной провинции на востоке и устьем реки Пурари на западе. Численность семи этносов группы элема в 1980-е годы составляла 55 (по другим данным 58,5) тысяч человек. Среди этих народов имеется один сравнительно крупный — тоарипи, численность которого составляет 30 (28) тысяч человек, ороколо — 10 тысяч человек, другие народы группы — 15 тысяч человек. Соседями элема на западе, живущими в дельте Пурари являются корики. Элема и корики говорят на неавстронезийских языках, которые не сближаются ни с языком моту, ни каким-либо другим австронезийским языком, а между собой находятся в отношениях весьма дальнего и проблематичного родства.

Элеманские языки

Побережье залива Папуа, от устья реки Флай на западе до мыса Поссешн на востоке — это район больших деревень, огромных домов (жилых и обрядовых). Население района говорит на близко родственных папуасских языках: киваи, гогодара, баму, турама-кикори, пурари (10 тыс.), элема.